# Metaphrastis acrochalca
Metaphrastis acrochalca är en fjärilsart som beskrevs av Edward Meyrick 1907. Metaphrastis acrochalca ingår i släktet Metaphrastis och familjen praktmalar, Oecophoridae. Inga underarter finns listade i Catalogue of Life.